# Агафонов, Валерий Борисович
Агафонов Валерий Борисович (10 марта 1941, Ленинград — 5 сентября 1984, Ленинград) — советский певец, исполнитель старинного и современного романса.

## Биография
Родился 10 марта 1941 года в Ленинграде в семье служащих: сотрудника Публичной библиотеки Агафонова Бориса Лукича, погибшего на фронте в первые дни войны, и воспитательницы детсада Коноплиной Марии Леонидовны. Семья пережила блокаду. В 1949 году пошел в школу. После окончания седьмого класса, в 1956 году, поступил в ремесленное училище № 63, где познакомился и подружился с Юрием Борисовым. Одновременно учился в школе рабочей молодежи, которую окончил в 1963 году. Во время учебы в училище заболел ревматизмом. Болезнь дала осложнение на сердце. В 1958 году работал рабочим в цирке (б. цирке Чинизелли), затем перешел электриком в Академию художеств.
Дважды поступал в Ленинградский театральный институт (ныне Российский государственный институт сценических искусств) и проходил там все «актёрские туры», но его не допускали до вступительных экзаменов — он не имел школьного аттестата о среднем образовании.
В 1962 году был принят работать осветителем сцены в Институт театра, кино и музыки, спустя год в той же должности работал в Ленинградском академическом Большом драматическом театре им. Горького. Также работал в Алтайской филармонии. С 1967 года — в Вильнюсе, где стал актёром-статистом Русского драматического театра. Здесь женился на ленинградском филологе и своей давней знакомой Елене Бахметьевой. В 1967 году снимался в эпизодах фильма «День солнца и дождя». Попытки перейти в труппу Театра на Таганке и театра «Ромэн» оказались безуспешными.
В фильме «Путина» сыграл роль рулевого на рыболовецком судне и исполнял песню в собственном сопровождении на гитаре. В 1979 году снялся в фильме «Личной безопасности не гарантирую…» в небольшой роли цыгана. В фильме звучит небольшой фрагмент романса Ю. Борисова «Перед боем».
В Вильнюсе с женой подготовил концертную программу «Гори, гори, моя звезда» и выступал с ней от общества «Знание» в Литве. В 1980 году состоялся последний концерт Агафонова в Литве, после чего он вернулся в Ленинград. С 1980 года — артист Ленконцерта. Исполнял более 700 романсов и песен. Агафонов пробовал и сам писать музыку (на стихи Н. Гумилёва, С. Есенина, Ю. Борисова). Выступал в пригородных домах отдыха и санаториях. Тогда же была сделана первая запись романсов в его исполнении на радио.
Умер 5 сентября 1984 года от сердечного приступа на улице вблизи Московского вокзала по дороге на выступление. Похоронен в Парголове на Северном кладбище, на участке ветеранов сцены (15-й Восточный участок).
Дочери: искусствовед, переводчица с немецкого языка Владислава (Лада) Агафонова (р. 7 января 1970 года), Дарья Агафонова.

## Память
- После смерти Валерия Агафонова, в 1985—1991 годах фирма «Мелодия» выпустила пять грампластинок с записями романсов в исполнении певца под названием «Песни сердца». Бо́льшая часть этих романсов была записана и сохранилась благодаря петербургскому коллекционеру Михаилу Крыжановскому, создателю первого в России клуба авторской песни при ДК «Восток».
- С 1998 по 2005 год компанией SoLyd Records было выпущено 6 CD певца.
- В 2000 году в Санкт-Петербурге на доме, где жил певец (Моховая улица, дом 32), была установлена мемориальная доска (архитектор Т. Н. Милорадович) с текстом: «В этом доме с 1941 по 1984 год жил выдающийся исполнитель русских романсов Валерий Борисович Агафонов».
- О В. Б. Агафонове созданы две документальные ленты — «Петербургский романс» (реж. А. Сидельников, ТПО «Выбор», 1989) и «Порог сердца» (реж. С. Зайцев, «Техновидео», 2007).